# Stazione di Pravisdomini
La stazione di Pravisdomini era una fermata ferroviaria posta sulla ferrovia San Vito al Tagliamento-Motta di Livenza a servizio dell'omonimo comune.

## Storia
La fermata originariamente non era in progetto ma la si ottenne grazie alla fermezza del sindaco e alla mobilitazione della popolazione. I lavori finirono il 30 giugno 1913 e venne inaugurata il 6 luglio con gli altri impianti presenti sulla tratta in concomitanza con l'apertura al servizio della linea.
Il 3 novembre 1919 nella fermata si realizzarono due serbatoi, alimentati da due pozzi artesiani, per rifornire i treni della Motta-Vienna, a scartamento ridotto. Presso la fermata si trovava anche una stazione di 8 binari che fungeva da capolinea per la ferrovia.
Nel 1959 tutte le stazioni sulla linea vennero trasformati in fermate (ad eccezione dell'impianto che lo era già).
Venne chiusa al traffico passeggeri il 1º agosto 1967 con la chiusura al traffico di tutta la linea mentre quello merci sopravvisse fino al 1978. L'impianto venne definitivamente soppresso il 15 aprile 1987 con la soppressione della tratta.

## Strutture e impianti
La fermata è composta da un fabbricato viaggiatori e da una banchina che serviva il solo binario passante della linea. L'impianto si trovava a ridosso di un passaggio a livello, poi asfaltato e soppresso.
Al 2010 il fabbricato viaggiatori è stato riconvertito ad abitazione privata. L'esterno è stato restaurato, ma il nome della località è ancora chiaramente leggibile.

## Servizi
La fermata disponeva di:
- Biglietteria a sportello